# Enzo Robotti
Enzo Robotti (ur. 13 czerwca 1935 w Alessandrii) – włoski piłkarz, reprezentant kraju, grający na pozycji obrońcy.

## Kariera klubowa
Wychowany w młodzieżowej drużynie Alessandrii, w 1952 został sprzedany do Juventusu. Zespół z Turynu wypożyczył go później do Sanremese Calcio, po czym w 1956 wrócił do Bianconeri.
Po debiucie w Serie A w Juventusie Robotti przeniósł się do Fiorentiny. Wraz z Violą zdobył Puchar Zdobywców Pucharów w sezonie 1960/1961, pokonując w finale Rangers. Rok później Fiorentina również dotarła do finału tych rozgrywek, przegrywając z Atlético Madryt. Zdobył także z drużyną Fiorentiny Puchar Włoch w sezonie 1960/61. 
W 1965 po rozegraniu 231 spotkań, w których strzelił 2 bramki, opuścił fioletową koszulkę i dołączył do Brescii, w której spędził kolejne dwa sezony. Karierę piłkarską zakończył w 1968, po rozegraniu 21 spotkań ligowych w barwach Romy.
| Sezon   | Klub             | Kraj   | Rozgrywki | Mecze | Bramki |
| ------- | ---------------- | ------ | --------- | ----- | ------ |
| 1955/56 | Sanremese Calcio | Włochy | Serie C   | 31    | 0      |
| 1956/57 | Juventus         | Włochy | Serie A   | 15    | 1      |
| 1957/58 | Fiorentina       | Włochy | Serie A   | 21    | 0      |
| 1958/59 | Fiorentina       | Włochy | Serie A   | 34    | 0      |
| 1959/60 | Fiorentina       | Włochy | Serie A   | 22    | 0      |
| 1960/61 | Fiorentina       | Włochy | Serie A   | 34    | 1      |
| 1961/62 | Fiorentina       | Włochy | Serie A   | 32    | 1      |
| 1962/63 | Fiorentina       | Włochy | Serie A   | 27    | 0      |
| 1963/64 | Fiorentina       | Włochy | Serie A   | 31    | 0      |
| 1964/65 | Fiorentina       | Włochy | Serie A   | 30    | 0      |
| 1965/66 | Brescia Calcio   | Włochy | Serie A   | 30    | 1      |
| 1966/67 | Brescia Calcio   | Włochy | Serie A   | 19    | 0      |
| 1967/68 | AS Roma          | Włochy | Serie A   | 21    | 0      |

## Kariera reprezentacyjna
Robotti zadebiutował w reprezentacji Włoch 13 grudnia 1958 w zremisowanym 1:1 spotkaniu z Czechosłowacją.
Robotti znalazł się w kadrze na Mistrzostwa Świata 1962 rozgrywane w Chile. Wystąpił w trzech spotkaniach z RFN, Chile i Szwajcarią. 
Po raz ostatni w drużynie narodowej zagrał 1 maja 1965 w wygranym 4:1 meczu z Walią. Łącznie Robotti w latach 1958–1965 wystąpił w 15 spotkaniach reprezentacji Włoch.
| Mecze i gole w reprezentacji | Mecze i gole w reprezentacji | Mecze i gole w reprezentacji | Mecze i gole w reprezentacji | Mecze i gole w reprezentacji | Mecze i gole w reprezentacji | Mecze i gole w reprezentacji |
| #                            | Data                         | Miasto                       | Przeciwnik                   | Gol                          | Wynik                        | Rozgrywki                    |
| ---------------------------- | ---------------------------- | ---------------------------- | ---------------------------- | ---------------------------- | ---------------------------- | ---------------------------- |
| 1.                           | 13.12.1958                   | Genua                        | Czechosłowacja               |                              | 1:1                          | Puchar Europy Środkowej      |
| 2.                           | 28.02.1959                   | Rzym                         | Hiszpania                    |                              | 1:1                          | towarzyski                   |
| 3.                           | 06.05.1959                   | Londyn                       | Anglia                       |                              | 2:2                          | towarzyski                   |
| 4.                           | 15.06.1961                   | Florencja                    | Argentyna                    |                              | 4:1                          | towarzyski                   |
| 5.                           | 15.10.1961                   | Ramat Gan                    | Izrael                       |                              | 4:2                          | El. MŚ 1962                  |
| 6.                           | 04.11.1961                   | Turyn                        | Izrael                       |                              | 6:0                          | El. MŚ 1962                  |
| 7.                           | 31.05.1962                   | Santiago                     | RFN                          |                              | 0:0                          | MŚ 1962                      |
| 8.                           | 02.06.1962                   | Santiago                     | Chile                        |                              | 0:2                          | MŚ 1962                      |
| 9.                           | 07.06.1962                   | Santiago                     | Szwajcaria                   |                              | 3:0                          | MŚ 1962                      |
| 10.                          | 02.12.1962                   | Bolonia                      | Turcja                       |                              | 6:0                          | El. ME 1964                  |
| 11.                          | 14.12.1963                   | Turyn                        | Austria                      |                              | 1:0                          | towarzyski                   |
| 12.                          | 11.04.1964                   | Florencja                    | Czechosłowacja               |                              | 0:0                          | towarzyski                   |
| 13.                          | 10.05.1964                   | Lozanna                      | Szwajcaria                   |                              | 3:1                          | towarzyski                   |
| 14.                          | 05.12.1964                   | Bolonia                      | Dania                        |                              | 3:1                          | towarzyski                   |
| 15.                          | 01.05.1965                   | Florencja                    | Walia                        |                              | 4:1                          | towarzyski                   |

## Kariera trenerska
Rozpoczął karierę trenerską w 1970 w Montevarchi, z którym to spadł do Serie D. Następnie przez dwa lata trenował AC Prato. Od 1973 do 1975 był trenerem Pisy, gdzie zajął szóste miejsce na koniec sezonu. Od 1975 do 1977 przebywał w US Grosseto, zanim przeniósł się do Montecatini, które awansowało z Serie D do Serie C2. 
Następnie pracował m.in. w Spezia Calcio, Fano 1906, Ponte Rondinella, US Avellino 1912, Cagliari Calcio, Frosinone Calcio i Trento, w którym zakończył karierę trenerską.

## Sukcesy
ACF Fiorentina
- Puchar Zdobywców Pucharów (2): 1960/1961, 1961/62 (finał)
- Puchar Włoch (1): 1960/61
- Finał Pucharu Włoch (2): 1957/58, 1959/60